# Marjane Satrapi
Marjane Satrapi, nome artístico de Marjane Ebrahimi (Rasht, Irã, 22 de Novembro de 1969), é uma romancista gráfica, ilustradora, cineasta e escritora franco-iraniana. Ficou conhecida como a primeira iraniana a escrever história em quadrinhos. A adaptação animada de sua série de quadrinhos Persépolis, que ela co-dirigiu junto a Vincent Paronnaud, foi indicada para o Óscar.

## Biografia
Marjane Satrapi cresceu em Teerã em uma família que se envolveu com os movimentos comunista e socialista no Irã antes da Revolução Iraniana. Lá frequentou o Lycée Français e presenciou, durante a infância, a crescente repressão das liberdades civis e as consequências da política iraniana na vida cotidiana dos habitantes do país, incluindo a queda do Xá, o regime inicial de Ruhollah Khomeini, e os primeiros anos da Guerra Irã-Iraque.
Em 1983, então com 14 anos, Satrapi foi mandada para Viena, Áustria, por seus pais, a fim de fugir do regime iraniano. Lá, ela estudou no Liceu Francês de Viena. De acordo com sua autobiografia gráfica, Persépolis, ela permaneceu em Viena durante o ensino médio, morando na casa de amigos, em pensionatos e repúblicas estudantis, até finalmente ficar desabrigada e morar nas ruas. Após um ataque quase mortal de pneumonia, em decorrência das graves condições de vida, ela retornou ao Irã. Conheceu um homem chamado Reza, com quem se casou aos 21 anos e divorciou-se cerca de três anos depois.
Em seguida, ela estudou Comunicação Visual, e posteriormente obteve o mestrado em Comunicação Visual pela Faculdade de Belas artes em Teerã, Universidade Islâmica Azad. Satrapi, em seguida, mudou-se para Estrasburgo, França. Ela vive atualmente em Paris, onde trabalha como ilustradora e autora de livros infantis.
Satrapi também é responsável pela arte do álbum Préliminaires, do roqueiro Iggy Pop.

## Lista de obras
- Persepolis
  - Persepolis 1 (2000, L'Association, ISBN 2-84414-058-0)
  - Persepolis 2 (2001, L'Association, ISBN 2-84414-079-3)
  - Persepolis 3 (2002, L'Association, ISBN 2-84414-104-8)
  - Persepolis 4 (2003, L'Association, ISBN 2-84414-137-4)
- Sagesses et malices de la Perse (2001, com Lila Ibrahim-Ouali e Bahman Namwar-Motlag, Albin Michel, ISBN 2-2261-1872-1)
- Les monstres n'aiment pas la lune (2001, Nathan Jeunesse, ISBN 2-0928-2094-X)
- Ulysse au pays des fous (2001, com Jean-Pierre Duffour, Nathan Jeunesse, ISBN 2-0921-0847-6)
- Adjar (2002, Nathan Jeunesse, ISBN 2-0921-1033-0)
- Broderies (2003, L'Association, ISBN 2-84414-095-5)
- Poulet aux prunes (2004, L'Association, ISBN 2-84414-159-5)
- Le Soupir (2004, Bréal Jeunesse, ISBN 2-7495-0325-6)

### Banda Desenhada publicada em Portugal
- Persepólis[5]
  - volume 1 - Polvo, 2004
  - edição integral - Contraponto, 2012 / Bertrand, 2015
- Frango com Ameixas - Levoir, 2019[6]
- Bordados - Levoir, 2020[7]

## Filmografia
- Persépolis (2007) (co-roteirista e co-diretora)
- Chicken with plums (2011) (co-roteirista e co-diretora)
- Gang of the Jotas (2012) (diretora, roteirista, atriz)
- The Voices (2014) (diretora)